# ليون واشنطن (عازف جاز)
ليون واشنطن (بالإنجليزية: Leon Washington)‏ هو عازف جاز أمريكي، ولد في 27 يونيو 1909، وتوفي في 19 فبراير 1973.

## وصلات خارجية
- ليون واشنطن على موقع ميوزك برينز (الإنجليزية)
- ليون واشنطن على موقع ديسكوغز (الإنجليزية)